# Spanish Lake
Spanish Lake är en ort i St. Louis County, Missouri, USA. Den ingår i storstadsområdet Greater St. Louis och ligger cirka 17 kilometer norr om centrala Saint Louis.